# Prinsejagt
Prinsejagt is een buurt in het stadsdeel Woensel-Noord in de Nederlandse stad Eindhoven. Op 1 januari 2023 telde de buurt 4.735 inwoners, verdeeld over 2.383 woningen, met een gemiddelde WOZ-waarde van € 315.000, op een oppervlakte van 0,95 km². 
De wijk ligt in het noorden van Eindhoven in de wijk Ontginning waartoe de volgende buurten behoren:
- Driehoeksbos
- Prinsejagt
- Jagershoef
- 't Hool
- Winkelcentrum
- Vlokhoven

De buurt Prinsejagt is vernoemd naar een boerderij die vlak bij deze buurt lag. Prinsejagt is voornamelijk in de twee decennia na de Tweede Wereldoorlog gebouwd. In het oudere, westelijke deel bestaat de buurt voornamelijk uit huurwoningen en het oostelijke deel, dat in de jaren zestig van de twintigste eeuw is gebouwd bestaat uit meer koopwoningen.
Het deel ten westen van de Oude Bosschebaan heet Prinsejagt 1, het deel ten noorden van de Gerretsonlaan heet Prinsejagt 2 en ten zuiden van de Gerretsonlaan ligt Prinsejagt 3.

## Verenigingen
- Vereniging Wijkbelangen Prinsejagt 3
- Belangenvereniging Prinsejagt - Driehoeksbos